# Aeroportul Wacca
Aeroportul Wacca (IATA: WAC, ICAO: HAWC) este un aeroport din Etiopia.
aeroportul dispune de o singură pistă.